# Canton (Oklahoma)
Pour les articles homonymes, voir Canton (homonymie).
Canton est une ville du comté de Blaine en Oklahoma.
Sa population était de 625 habitants en 2010.